# Autolytus tsugarus
Autolytus tsugarus är en ringmaskart som beskrevs av Imajima 1966. Autolytus tsugarus ingår i släktet Autolytus och familjen Syllidae. Inga underarter finns listade i Catalogue of Life.